# Khoa học sự sống

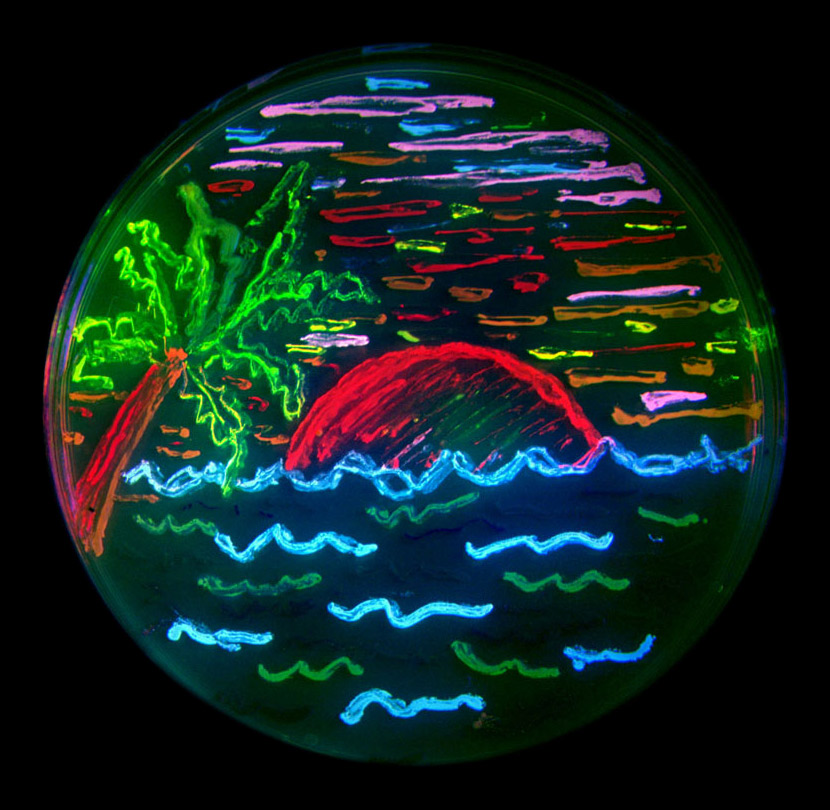
Sự đa dạng của các đột biến di truyền được minh họa bằng cảnh bãi biển San Diego với các vi khuẩn sống được thể hiện 8 màu sắc khác nhau của các protein huỳnh quang (có nguồn gốc từ GFP và dsRed).

Khoa học sự sống hay khoa học đời sống bao gồm các lĩnh vực khoa học liên quan đến việc nghiên cứu khoa học của các sinh vật sống - như là vi sinh vật, thực vật, động vật và con người - cũng như những lãnh vực liên quan như đạo đức sinh học. Trong khi sinh học vẫn là trung tâm của khoa học sự sống, những tiến bộ công nghệ trong sinh học phân tử và công nghệ sinh học đã dẫn đến sự đang phát triển của chuyên ngành và các lĩnh vực liên ngành (liên ngành hay đa ngành là bao quát phương pháp tiếp cận, cách suy nghĩ, hoặc ít nhất là phương pháp nghiên cứu của nhiều lĩnh vực chuyên môn riêng biệt).
Một số nhánh khoa học sự sống tập trung vào một loại hình cụ thể của sự sống. Ví dụ, động vật học là nghiên cứu về động vật, trong khi thực vật học là nghiên cứu về thực vật. Một số khác tập trung vào các khía cạnh chung cho tất cả hoặc nhiều hình thức của sự sống, chẳng hạn như giải phẫu học và di truyền học. Tuy nhiên, các lĩnh vực khác quan tâm đến những tiến bộ công nghệ liên quan đến các sinh vật sống, chẳng hạn như kỹ thuật sinh học. Một nhánh quan trọng khác, có thể đặc biệt, liên quan đến việc hiểu biết về tâm trí - thần kinh học.
Khoa học sự sống cần thiết trong việc cải thiện chất lượng và tiêu chuẩn của cuộc sống. Chúng có nhiều ứng dụng trong y tế sức khỏe, nông nghiệp, y học và các ngành công nghiệp dược phẩm và khoa học thực phẩm.
Có sự chồng chéo giữa nhiều nhánh trong số các chủ đề nghiên cứu của khoa học sự sống.

## Các ngành cơ bản
- Sinh học
- Giải phẫu học
- Sinh học vũ trụ
- Vi khuẩn học
- Công nghệ sinh học
- Hóa sinh
- Tin sinh học
- Biolinguistics (Sinh học ngôn ngữ tiến hóa ?)
- Nhân học sinh học
- Hải dương học sinh học (Biological oceanography)
- Cơ sinh học
- Lý sinh học
- Động vật học
- Thực vật học
- Sinh học tế bào
- Sinh học phát triển
- Sinh thái học
- Enzym
- Tập tính học
- Sinh học tiến hóa
- Sinh học phát triển tiến hóa (Evolutionary developmental biology)
- Di truyền học
- Mô học
- Miễn dịch học
- Vi sinh vật học
- Sinh học phân tử
- Nấm học
- Khoa học thần kinh
- Cổ sinh vật học
- Ký sinh trùng học
- Bệnh lý học
- Dược lý học
- Tảo học
- Sinh lý học
- Sinh học quần thể
- Sinh học lượng tử
- Sinh học cấu trúc
- Sinh học tổng hợp
- Sinh học hệ thống
- Toán sinh học
- Độc chất học
- Virus học

## Các ngành khoa học ứng dụng
- Nông nghiệp
- Máy tính sinh học (Biological computing)
- Thiên địch - Bioeffector - Kiểm soát loài gây hại
- Kỹ thuật sinh học
- Điện tử sinh học (Bioelectronics)
- Vật liệu sinh học (Biomaterial)
- Khoa học y sinh (Biomedical sciences)
- Giám sát sinh học (Biomonitoring)
- Polymer sinh học (Biopolymer)
- Công nghệ sinh học
- Sinh học bảo tồn
- Sức khỏe môi trường (Environmental health)
- Lên men
- Khoa học thực phẩm
- Hệ gen học
- Khoa học chăm sóc sức khỏe
- Liệu pháp miễn dịch (Immunotherapy)
- Cơ thể động học
- Thiết bị y tế
- Hình ảnh y khoa
- Optogenetics (tiếng Anh)
- Pharmacogenomics (tiếng Anh)
- Dược lý học
- Population dynamics (tiếng Anh)
- Proteomics (tiếng Anh)

## Hiệp hội khoa học
- Liên đoàn các Hiệp hội Hóa sinh Châu Âu (FEBS)
- Tổ chức Sinh học Phân tử Châu Âu (EMBO)
- Liên hiệp Khoa học Sinh học Quốc tế (IUBS)
- Life Sciences Switzerland